# Tierra Blanca (Zacatecas)
Tierra Blanca é um município mexicano localizado no estado de Zacatecas.